# NGC 3712
NGC 3712 (другие обозначения — NGC 3714, Arp 203, UGC 6506, MCG 5-27-85, ZWG 156.95, ARAK 297, KUG 1129+286, PGC 35556) — пекулярная спиральная радиогалактика (Sa) в созвездии Большой Медведицы. Открыта Уильямом Гершелем в 1785 году.
Галактика NGC 3712 формирует пару с NGC 3713.
Галактика NGC 3712 имеет пекулярную морфологию и включена в Атлас пекулярных галактик как Arp 203, в котором относится к классу галактик с веществом, выброшенным из ядра галактики. В правильности такой классификации высказывались определённые сомнения.
Этот объект занесён в Новый общий каталог дважды: с обозначениями NGC 3712 и NGC 3714. В 1785 году была впервые открыта Уильямом Гершелем; дополнительное название NGC 3712 галактика получила по ошибке, поскольку Джон Гершель «переоткрыл» её независимо в 1827 году.